# 文峰街道 (许昌市)
文峰街道，是中华人民共和国河南省许昌市魏都区下辖的一个乡镇级行政单位。

## 行政区划
文峰街道下辖以下地区：
河西社区、毓秀社区、文峰社区、新许社区、塔湾社区、东关社区、长青社区和游园社区。